# 台灣土地開發公司內線交易案
台灣土地開發公司內線交易案（簡稱台開案、台開弊案），是發生於2006年5月的一件涉及台灣土地開發公司股票內線交易的案件。因為中華民國總統陳水扁的女婿趙建銘為此案當事人之一，成為陳水扁政府期間重大的政治醜聞。

## 事件經過

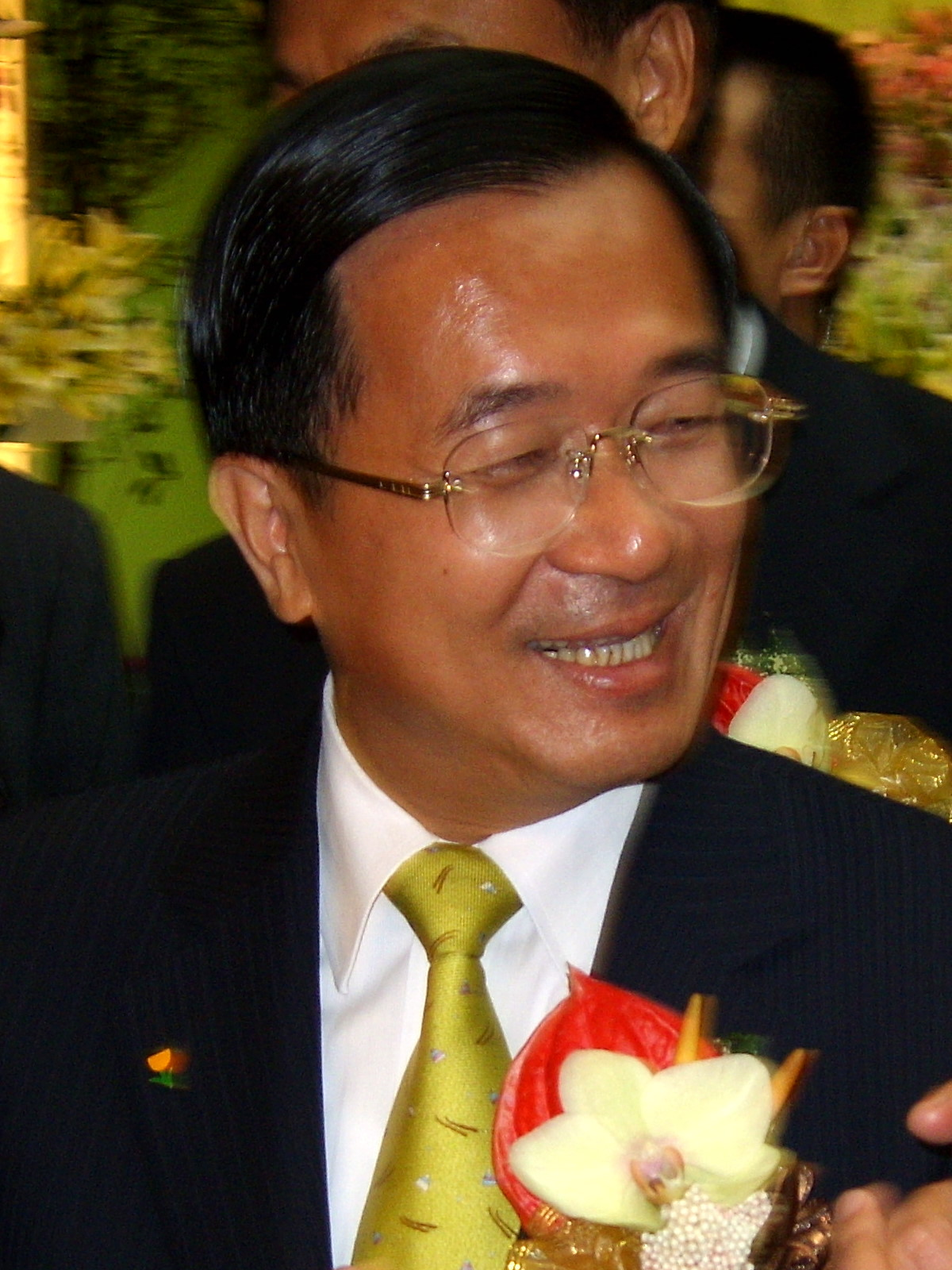
時任中華民國總統陳水扁

立法委員邱毅揭露中華民國總統陳水扁親家簡水綿於2005年6月至7月間以每股新台幣2至3元的價格，向彰化銀行購入2萬多張台開股票。
2006年中，台開股價飆漲至新台幣18元左右，一年內簡水綿就獲利達新台幣3億多元。2006年5月12日，陳水扁結束興揚專案、回到台灣的前夕，立法委員邱毅爆料指出，此為趙建銘以其母親簡水綿名義從事內線交易。
事發後檢調單位約談趙玉柱、簡水綿、趙建勳和程雅玲，並拘提趙建銘到案。5月25日，趙建銘遭台北地檢署聲請羈押禁見獲准，並移送台北看守所。這也是中華民國總統家庭歷史上第一次有成員遭羈押。
檢調單位藉由台開案清查相關涉案人員帳戶時，另外發現主要涉案人趙建銘另外涉嫌「收賄關說台開董事長人事」、「收取藥商回扣」和「收賄關說銀行聯貸」三案，與台開案合稱「四大弊案」。此外，趙建銘尚有涉嫌收取耐斯企業新台幣2,700萬元干涉國票金控經營權之爭等案，其父趙玉柱也被懷疑涉嫌關說台南地區教育人事。

## 台開股權結構
台灣土地開發公司的主要股東是中華民國財政部所屬的公有銀行、其股份佔了77.6%，另外的民間大股東則佔了18.16%。民股的主要投資人是年代集團創辦人邱復生，他也是台開副董事長。台開董事會的結構中，公股佔有5席董事，民股則佔了4席。對於台開經營權，雖然財政部佔有絕大多數的股權，但是民股則是來自於主宰台灣輿論的媒體業者。因此，公股代表的董事長蘇德建每每受制於邱復生，才會洽彰化銀行購買0.1%的台開股票以壯大自己在董事會的聲勢。

## 揭發
2006年5月10日 立委邱毅指控趙家涉嫌從事內線交易。
2006年5月12日 彰銀證實簡水綿確實購買台開股票，北檢指派檢察官許永欽調查。
2006年5月14日 邱毅指控，趙建銘與彰銀高層赴三井餐飲集團旗下餐廳三井日式料理參加「三井宴」。趙建銘聚會中得知台開公司利多的內線消息，返家後與父親商討買進台開股票，待股價上漲脫手賺取差額。

## 檢調偵辦

### 嫌疑人
- 具體求刑
  - 蘇德建（前台開董事長）
  - 蔡清文（台開董事）
  - 游世一（寬頻房訊總經理）
  - 趙建铭（陳水扁之女婿）
  - 趙玉柱（趙建銘之父）
- 檢方認為僅作為人頭帳戶而未涉案，不起訴處分
  - 簡水綿（趙建銘之母）
  - 趙建勳（趙建銘之弟）
  - 程雅玲（趙建勳之妻）

### 調查經過
- 2006年5月18日 檢方約談蔡清文，並聲押獲准，為因本案遭羈押之第一人。
- 5月19日 檢方約談游世一，並聲押獲准。
- 5月20日 總統陳水扁為女婿趙建銘涉嫌台開案向全民道歉。
- 5月24日 趙建銘、趙玉柱、簡水綿、趙建勳、程雅玲5人接受訊問。
- 5月25日 台北地院裁定羈押趙建銘。
- 5月26日 親民黨主席宋楚瑜倡議罷免總統；檢調發現趙建銘涉嫌收賄「賣官」。
- 6月2日 蔡清文聲請停押獲准，當庭釋放。
- 6月8日 趙建銘坦承他確實在三井餐會上，聽見前台開董事長蘇德建提及台開聯貸案、出售信託部給日盛銀行獲利十六億的兩項重大利多訊息。
- 7月10日 檢方宣告偵結，並且起訴包括總統女婿趙建銘與其家人在內，共有13人名列被告，趙建銘涉嫌內線交易情節重大，不法獲利逾1億元，具體求處8年有期徒刑；總統親家趙玉柱涉嫌內線交易與侵占，求刑10年有期徒刑，併科罰金3,000萬元。全案交由台北地方法院審理，10日晚間，趙建銘、游世一各以1,000萬元交保，蘇德建以500萬元交保，並且三人限制出境。

## 審判

### 一審宣判
2006年7月28日 台北地方法院首度開庭，由法官林孟皇獨任庭訊，本案七名被告均出庭應訊。前國票金董事蔡清文是唯一承認部分犯罪事實的被告，其餘六人均否認犯罪。
2006年12月27日 台北地方法院一審宣判，趙建銘等4人均被判刑，其中趙建銘判刑6年，趙玉柱8年4個月，兩人都併科3千萬罰金；蘇德建、游世一則是判刑4年3個月，游世一併科6千萬罰金。

### 二審宣判
2007年6月26日 台灣高等法院上午就台開弊案作出二審宣判，由於内線交易犯罪所得超過1億元，趙建銘等4人刑責全部加重，其中趙建銘判刑7年，趙玉柱9年6個月，兩人都併科3千萬罰金；蘇德建、游世一則是分別判刑7年6個月與7年2個月，併科3千萬、6千萬罰金。
2007年12月28日 最高法院認為高等法院對於如何計算内線交易犯罪所得的金額，並没有說明清楚，判決違背法令，因此判決發回高院更審。

### 更一審宣判
2008年11月13日 更一審宣判，趙建銘仍被判處7年有期徒刑，趙玉柱9年，兩人都併科3千萬罰金；蘇德建、游世一則是判刑7年2個月，併科3千萬、6千萬罰金。仍可上訴。
2009年8月25日 最高法院仍認為更一審對於如何計算内線交易犯罪所得的金額，並没有說明清楚，判決違背法令，因此再度判決發回高院更審。

### 更二審宣判
2011年5月10日 更二審宣判，趙建銘仍被判處7年有期徒刑，趙玉柱8年6個月，兩人都併科3千萬罰金；蘇德建、游世一則是判刑7年2個月，併科3千萬、6千萬罰金。仍可上訴。
2012年4月18日 最高法院仍認為更二審對於如何計算内線交易犯罪所得的金額，並没有說明清楚，判決違背法令，因此再度判決發回高院更審。

### 更三審宣判
2014年5月16日 臺灣高等法院更三審宣判，趙建銘依違反《證券交易法》判刑4年，併科罰金新台幣2500萬元；趙玉柱合併判刑4年8月，併科罰金新台幣2500萬元。合議庭表示，主要理由是趙家父子的犯罪所得經過重新計算，只有417萬餘元，而不是前審計算的1億餘元。被告趙建銘等人無犯意聯絡，且他們已繳交犯罪所得，態度良好，因此判決減輕刑期。同案被告游世一及蘇德建，也分別改判4年、3年4月徒刑。
2015年10月1日，最高法院仍認為更三審對於如何計算内線交易犯罪所得的金額，並没有說明清楚，判決違背法令，因此再度判決發回高院更審。趙玉柱涉嫌公益侵占部分，判刑1年2個月，減刑為7個月定讞。

### 更四審宣判
2018年3月20日，高等法院做出更四審判決，趙建銘判刑3年，趙玉柱2年6月，游世一2年，蘇德建2年並緩刑5年。
2019年6月27日，最高法院第五度撤銷原判決，發回高等法院更審。

### 更五審宣判
2020年10月30日，高等法院做出更五審判決，趙建銘被判處有期徒刑3年8個月、趙玉柱判處有期徒刑4年並沒收其犯罪所得3,517萬餘元；蘇德建判處有期徒刑3年8個月、游世一判有期徒刑4年4個月並沒收其犯罪所得6,647萬餘元。
2021年10月14日，最高法院判決定讞，趙建銘被判處3年8個月有期徒刑、趙玉柱判處4年有期徒刑並沒收其犯罪所得3,517萬餘元；蘇德建判處3年8個月有期徒刑、游世一判處4年4個月有期徒刑並沒收其犯罪所得6,647萬餘元。其餘因檢方認為僅作為人頭帳戶，實質並未涉案，故不起訴處分。
| 台開內線交易案涉嫌人所犯法條，及具體求刑一覽表 | 台開內線交易案涉嫌人所犯法條，及具體求刑一覽表 | 台開內線交易案涉嫌人所犯法條，及具體求刑一覽表 | 台開內線交易案涉嫌人所犯法條，及具體求刑一覽表 | 台開內線交易案涉嫌人所犯法條，及具體求刑一覽表  | 台開內線交易案涉嫌人所犯法條，及具體求刑一覽表 |
| 編號                                           | 被告                                           | 職稱                                           | 罪名                                           | 所犯法條                                        | 具體求刑                                       |
| ---------------------------------------------- | ---------------------------------------------- | ---------------------------------------------- | ---------------------------------------------- | ----------------------------------------------- | ---------------------------------------------- |
| 1                                              | 趙建銘                                         | 台大醫院醫師                                   | 證券交易法 內線交易                            | 證券交易法157之1、171條                         | 8年併科罰金3,000萬                             |
| 2                                              | 趙玉柱                                         | 臺灣省體育會桌球協會會長                       | 證券交易法 內線交易；侵占罪                    | 證券交易法157之1、171條；中華民國刑法335、336條 | 10年併科罰金3,000萬                            |
| 3                                              | 蘇德建                                         | 前台開董事長                                   | 證券交易法 內線交易                            | 證券交易法157之1、171條                         | 8年                                            |
| 4                                              | 游世一                                         | 寬頻房訊總經理                                 | 證券交易法 內線交易                            | 證券交易法157之1、171條                         | 10年併科罰金3,000萬                            |
| 5                                              | 蔡清文                                         | 前國票金控董事                                 | 證券交易法 內線交易                            | 證券交易法157之1、171條                         | 2年緩刑5年                                     |
| 6                                              | 陳鏡堯                                         | 眾大公司負責人                                 | 背信罪                                         | 中華民國刑法第342條                             | 2年                                            |
| 7                                              | 洪敏森                                         | 博通社公司負責人                               | 背信罪                                         | 中華民國刑法第342條                             | 1年6月                                         |

## 影響
這件事件導致台灣民眾對第一親家的印象大為反感，連帶影響了台灣民眾對第一家庭及總統陳水扁的觀感，更使陳水扁及民進黨原本低迷的支持度雪上加霜，民進黨人士紛紛與扁切割。之後親民黨主席宋楚瑜即要求罷免總統陳水扁，但遭台聯批評是為了拉抬宋台北市長選情。國民黨方面，基層支持提案罷免陳水扁聲浪甚高，主席馬英九則認為此舉會導致民進黨“勤王”而採取謹慎態度。
2006年5月30日，立法委員丁守中在立法院正式提出陳水扁罷免案，罷免案獲得在野黨111名立委連署，已經通過罷免案連署門檻。同日晚間，總統陳水扁召開黨政高層會議，會中提出「三個決定」（自清、革新、權力下放）和「一個決心」（說到做到，堅持到底），宣佈即日起除憲法賦予總統之職權以外，其餘權力下放。但此舉也引起在野黨批評，表示總統除憲法所賦予職權外，並無其他權利可下放，總統此一宣示表示其承認過去濫權，否則即為徒具形式之宣示。
2006年6月1日，陳水扁的核心幕僚總統府副秘書長馬永成和被視為陳水扁文膽的國安會諮詢委員林錦昌相繼辭職獲准。

## 外部連結
（繁體中文）
- 台灣土地開發股份有限公司 （页面存档备份，存于）

1. ↑  .   [2019-06-27]. （原始内容存档于2019-06-27）.
2. ↑  .   [2019-06-27]. （原始内容存档于2019-06-27）.
3. ↑  . The News Lens 關鍵評論網. 2021-10-15  [2022-02-25]. （原始内容存档于2021-12-15） （中文（臺灣））.
4. ↑  中華民國最高法院. . 中華民國最高法院. 2021-10-14  [2022-02-25]. （原始内容存档于2021-11-15）.